# Les Playboys
Pour la chanson de Jacques Dutronc, voir Les Play-Boys.
Les Playboys sont un groupe de garage rock français, originaire de Nice,dans les Alpes-Maritimes. Il s'agit de l'un des plus anciens groupes français en activité.

## Biographie
Les membres du groupe sont originaires de Nice et sont amis depuis le lycée. Au milieu des années soixante-dix, ils sont parmi les initiateurs du mouvement punk en France sous le nom de Dentist. En 1980, ils seront à l'origine du « revival garage sixties », comme le groupe américain The Fleshtones. Ils sont considérés comme un des meilleurs groupes du genre.

## Style musical
Leurs concerts alternent des reprises (du British beat au garage américain en passant par le surf…) et leurs propres compositions en français dans le style Ronnie Bird ou Jacques Dutronc (leur nom fait d'ailleurs référence à ce dernier).

## Concerts
Ces dernières années, les Playboys se sont produits dans plusieurs festivals et rallies mods.

## Membres
- François Albertini - chant
- Michel Nègre - guitare
- Marc Galliani - guitare
- Frank Durban - guitare basse
- Gilles Guizol - batterie

## ex Membres
- Frédéric Martinez - Guitare de 1980 à 1986. (Un des membres fondateurs). Marc Galliani lui succéda.
- Philippe Lejeune - batterie de 1980 à 1987. (Un des membres fondateurs). Gilles Guizol lui succéda.
- Charles Loupiac - Clavier & organiste de 1986 à 1993.

## Discographie
Dix 33 tours et six 45 tours. La plupart des pochettes des EP sont le plus souvent inspirées de celles des années soixante.
Le groupe apparait également sur de nombreuses compilations.
- 1982 : Jungle Media (Loup Garou (4 titres))
- 1983 : Jungle Media (Une heure que j'attends (4 titres))
- 1984 : Bootleg (LP, Rat Records)
- 1985 : Playboys (LP, AV Incorporated (12 titres))
- 1987 : Girl (LP, Stop it baby Rec.)
- 1990 : Encore (LP/CD, Hit Records)
- 1994 : La Baie des Requins (Dig Records, CD)
- 1997 : Instrumental Party (3rd EP, Fascination Records)
- 2004 : Je revendique (Fascination Records)
- 2008 : Abracadabrantesque (Teen Sound Records (CD 10 titres))
- 2009 : Dentist (Mémoire Neuve (10 titres, anthologie de la formation d'origine Dentist))
- 2011 : Anthologie (LP/CD Sound Flat Records (16 titres))
- 2012 : Splash! (LP/CD Sound Flat Records (14 titres))
- 2015 : Le Problème (EP/33rpm AVthesound (4 titres))
- 2019 : J'aime pas (EP AVthesound (4 titres)
- 2021 : La Baie des Requins (LP, Réedition Dangerhouse)
- 2022 : Abracadabrantesque+ (LP réedition Dangerhouse)
- 2024 : Garagisme (LP Dangerhouse 13 titres)